# Kovács József (teológus)
Kovács József (1786. június 13. – Buda, 1841. november 26.) teológus, tanár, szentszéki ülnök.

## Élete
Az esztergomi főegyházmegyében született; 1802-ben került a papnövendékek közé és a pozsonyi Emericanumban ismételte a szónoklati osztályt; a bölcseletet 1803-tól Nagyszombatban, a teológiát 1805-től Bécsben hallgatta. Segédlelkész volt Üzbégen, Érsekújvárt és Vajkán. 1815-ben a mennyiségtan tanára a prímási líceumban és tanfelügyelő lett a nagyszombati papnevelőben, 1820-ban ugyanitt az erkölcstan, lelkipásztorkodás és a pedagógia tanára és nagyszombati szentszéki ülnök; a pesti egyetemen a teológiai kar tagja, egyszersmind könyvbíráló (cenzor) is volt.

## Művei
- Cels. ac rev. dno principi Alexandro a Rudna et Divék-Ujfalu, archi-episcopo Strigoniensi... occasione solennis inaugurationis die 16. Maji 1820. Tyrnaviae
- Hymnus ad beatiss, virginem Mariam Radnensem, gratiarum matrem, dum cels. ac rev. d. princeps Alexander a Rudnai et Divék-Ujfalu, archi-episcopus Strigoniensis... post receptam in ipso consolatricis afflictorum conspectu plenitudinem pontificatis officii, atque insigne apostolatus mox ordinis S. Stephani r. apost. praelatus creatur. Uo. 1820
- Onomasticon cels. ac. rev. dno principi Alexandro a Rudna el Divék-Ujfalu, metrop. ecclesiae Strigoniensis archi-episcopo... adornatum, et pie oblatum 18. Martii 1824. Uo.
- Vota honoribus principis Alexandri a Rudna... dum natalem celebraret diem per...nuncuplata. Uo. 1827